# Regione di Torres Strait Island
La regione di Torres Strait Island è una Local Government Area che si trova nel Queensland. Essa si estende su una superficie di 491,1 chilometri quadrati e ha una popolazione di 4.248 abitanti. La sede del consiglio si trova a Thursday Island.